# Howard McKeon

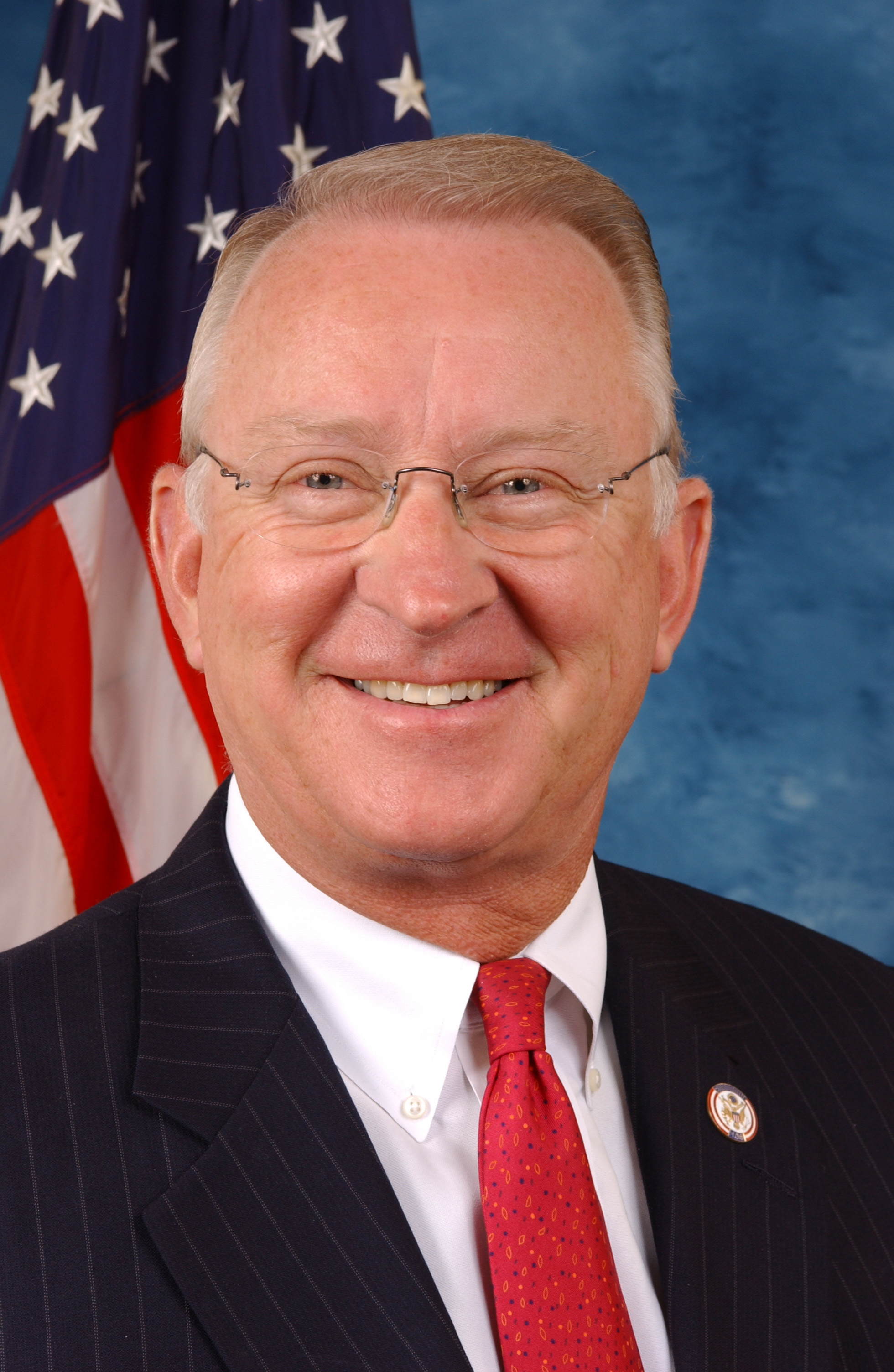
Howard McKeon

Howard „Buck“ McKeon (* 9. September 1938 in Tujunga, Kalifornien) ist ein US-amerikanischer Politiker (Republikanische Partei). Zwischen 1993 und 2015 vertrat er den 25. Kongresswahlbezirk des Bundesstaates Kalifornien im US-Repräsentantenhaus.

## Leben
Der im Norden von Los Angeles geborene Howard McKeon besuchte die Verdugo Hills High School in Tujunga. Danach studierte er an der Brigham Young University Landwirtschaft und erreichte 1985 den Bachelor of Science. Er ist mit Patricia Kunz verheiratet und Mitglied der Kirche Jesu Christi der Heiligen der Letzten Tage.
McKeon schlug zunächst eine Laufbahn als Geschäftsmann ein. Von 1979 bis 1987 war er Kuratoriumsmitglied der Schulbehörde im Santa Clarita Valley; danach amtierte er bis 1992 als Bürgermeister von Santa Clarita. In diesem Ort gehörte er überdies dem Stadtrat an und war dort im Bankgewerbe tätig. Von 1988 bis 1992 saß McKeon im Vorstand der Republikanischen Partei von Kalifornien.
1992 bewarb McKeon sich um die Nachfolge des nicht mehr kandidierenden Demokraten Edward R. Roybal im US-Repräsentantenhaus. Er gewann die Wahl gegen den demokratischen Bewerber James Gilmartin mit 52 Prozent der Stimmen, zog am 3. Januar 1993 in den Kongress ein und wurde seither achtmal in seinem Mandat bestätigt. Zuletzt gewann er 2008 gegen die Demokratin Jackie Conaway, wobei er mit einem Stimmenanteil von 57,7 Prozent sein schlechtestes Ergebnis seit seiner erstmaligen Wahl erzielte. Von 2006 bis 2007 war McKeon Vorsitzender des Bildungs- und Arbeitsausschusses im Repräsentantenhaus; von Juni 2009 bis Januar 2011 war er ranghöchster Oppositionsvertreter (Ranking Member) im Streitkräfteausschuss. Von Januar 2011 bis Januar 2015 übernahm er den Vorsitz des Ausschusses.
McKeon kritisierte Barack Obamas Pläne das Gefangenenlager der Guantanamo Bay Naval Base zu schließen, da Obama keine Alternative präsentiert habe, was mit den Häftlingen oder künftigen Terrorgefangenen geschehen solle. Im Jahr 2014 verzichtete er auf eine weitere Kandidatur. Daher schied er am 3. Januar 2015 aus dem Kongress aus.